# Crystal Swing
Crystal Swing es un grupo musical del Cork, Irlanda, formado por Mary Murray-Burke y sus hijos Dervla y Derek Burke. Su estilo musical se podría denominar Country and Western.
Crearon un vídeo de su canción "He Drinks Tequila". El vídeo, que está en YouTube, pasó a ser un fenómeno en febrero de 2010 en Irlanda. El 3 de marzo la celebridad estadounidense Ellen Degeneres, escribió sobre el grupo en su página de Twitter. También tocaron en The Late Late Show, el programa más visto de Irlanda.
En el Día de San Patricio del año 2010, su vídeo fue mostrado en The Ellen DeGeneres Show. y en abril volaron a Hollywood para aparecer en el programa dicho.